# نيترا
تقع مدينة نيترا في الجانب الغربي من سلوفاكيا شمال شرق العاصمة براتيسلافا وتبعد عنها 98 كم.
يمر بالمدينة نهر نيترا البالغ طوله 197 كم ويصب في نهر الفاه في مدينة كومارنو.

## المناخ
يظهر الجدول التالي التغييرات المناخية على مدار السنة لنيترا:
| البيانات المناخية لـنيترا         | البيانات المناخية لـنيترا | البيانات المناخية لـنيترا | البيانات المناخية لـنيترا | البيانات المناخية لـنيترا | البيانات المناخية لـنيترا | البيانات المناخية لـنيترا | البيانات المناخية لـنيترا | البيانات المناخية لـنيترا | البيانات المناخية لـنيترا | البيانات المناخية لـنيترا | البيانات المناخية لـنيترا | البيانات المناخية لـنيترا | البيانات المناخية لـنيترا |
| الشهر                             | يناير                     | فبراير                    | مارس                      | أبريل                     | مايو                      | يونيو                     | يوليو                     | أغسطس                     | سبتمبر                    | أكتوبر                    | نوفمبر                    | ديسمبر                    | المعدل السنوي             |
| --------------------------------- | ------------------------- | ------------------------- | ------------------------- | ------------------------- | ------------------------- | ------------------------- | ------------------------- | ------------------------- | ------------------------- | ------------------------- | ------------------------- | ------------------------- | ------------------------- |
| الدرجة القصوى °م (°ف)             | 16 (61)                   | 17 (63)                   | 23 (73)                   | 29 (84)                   | 33 (91)                   | 36 (97)                   | 38 (100)                  | 38 (100)                  | 33 (91)                   | 26 (79)                   | 21 (70)                   | 15 (59)                   | 38 (100)                  |
| متوسط درجة الحرارة الكبرى °م (°ف) | 2 (36)                    | 4 (39)                    | 9 (48)                    | 16 (61)                   | 21 (70)                   | 24 (75)                   | 26 (79)                   | 26 (79)                   | 20 (68)                   | 15 (59)                   | 8 (46)                    | 2 (36)                    | 14 (58)                   |
| متوسط درجة الحرارة الصغرى °م (°ف) | −5 (23)                   | −4 (25)                   | 0 (32)                    | 6 (43)                    | 11 (52)                   | 14 (57)                   | 16 (61)                   | 16 (61)                   | 12 (54)                   | 7 (45)                    | 2 (36)                    | −4 (25)                   | 6 (43)                    |
| أدنى درجة حرارة °م (°ف)           | −30 (−22)                 | −24 (−11)                 | −22 (−8)                  | −9 (16)                   | −2 (28)                   | 6 (43)                    | 8 (46)                    | 6 (43)                    | 0 (32)                    | −9 (16)                   | −28 (−18)                 | −32 (−26)                 | −32 (−26)                 |
| الهطول مم (إنش)                   | 51 (2.0)                  | 45 (1.8)                  | 45 (1.8)                  | 39 (1.5)                  | 54 (2.1)                  | 46 (1.8)                  | 42 (1.7)                  | 35 (1.4)                  | 34 (1.3)                  | 35 (1.4)                  | 51 (2.0)                  | 55 (2.2)                  | 532 (20.9)                |
| متوسط الأيام المثلجة              | 7                         | 7                         | 3                         | 0                         | 0                         | 0                         | 0                         | 0                         | 0                         | 1                         | 4                         | 9.5                       | 31.5                      |
| ساعات سطوع الشمس اليومية          | 3.0                       | 5.0                       | 6.0                       | 9.0                       | 9.0                       | 11.0                      | 11.0                      | 11.0                      | 8.0                       | 6.0                       | 4.0                       | 3.0                       | 7.2                       |
| المصدر: MSN Weather               |                           |                           |                           |                           |                           |                           |                           |                           |                           |                           |                           |                           |                           |

## توأمة
لنيترا اتفاقيات توأمة مع كل من:
- جلونا غورا
- أوسييك
- تشيسكي بوديوفيتسه
- غيونغجو (21 أغسطس 2014 - )
- نابرفيل
- غوسفورد
- كروميشريش
- زوترمير
- فيسبرم
- سومي

## أعلام
- لازلو الأول ملك المجر
- دوشان ميلو
- مارتن رانتشيك
- دوشان بيرنيش
- لوبومير مورافتشيك
- ميروسلاف كونينغ
- بافول ستراوس